# 神風怪盗ジャンヌ イメージアルバム
『神風怪盗ジャンヌ イメージアルバム』（かみかぜかいとうジャンヌ イメージアルバム）は、テレビ朝日系列放映のテレビアニメ『神風怪盗ジャンヌ』のキャラクターソングアルバム。1999年6月9日、東芝EMIより発売。

## 概要
- メインキャラクターのキャラクターソングを8曲収録。第一期オープニングテーマ「PIECE OF LOVE」と第一期エンディングテーマ「ハルカ…」も収録されている。全10曲。
- ディスクジャケットには、怪盗ジャンヌとフィン・フィッシュがプリントされている。
- 『神風怪盗ジャンヌ』のアルバムは本作のみであり、BGMを収録したアルバムは発売されていない。

## 曲目リスト
1. 神世界・風 [4:04]
歌：ジャンヌ（桑島法子）
作詞：種村有菜、作曲・編曲：金井江右
2. REVOLUTION〜まろんのために〜 [4:39]
歌：水無月大和（高橋直純）
作詞：小森まなみ、作曲：高橋直純、編曲：HULK・高橋直純
3. 笑顔でいます。 [4:21]
歌：フィン・フィッシュ（西原久美子）
作詞：大石葉子、作曲・編曲：土井直哉
4. 伝えられる いつか [4:21]
歌：東大寺都（松井菜桜子）
作詞：大石ゆかり、作曲：山野吉偉、編曲：落合洋
5. サンクトウス [3:51]
歌：日下部まろん（桑島法子）
作詞：種村有菜、作曲・編曲：HULK
6. それぞれの未来 [4:21]
歌：シンドバッド（千葉進歩）・水無月大和（高橋直純）
作詞：井上望、作曲・編曲：金井江右
7. Get it! Only you [3:58]
歌：シンドバッド（千葉進歩）
作詞：坂田和子、作曲・編曲：金井江右
8. Cry〜ハートが泣いてる [3:52]
歌：日下部まろん/ジャンヌ（桑島法子）・東大寺都（松井菜桜子）・フィン・フィッシュ（西原久美子）
作詞：坂田和子、作曲：清岡千穂、編曲：落合洋
9. PIECE OF LOVE [4:25]
歌：SHAZNA
作詞：IZAM、作曲：KUZUKI、編曲：山口一久・SHAZNA
10. ハルカ… [4:48]
歌：Pierrot
作詞：キリト、作曲：潤、編曲：Pierrot&成田忍